# Estació de Roma Termini
L'Estació de Roma Termini (en italià: Stazione di Roma Termini) és la principal estació de ferrocarril de Roma i de tot Itàlia. L'estació deu el seu nom a les Termes de Dioclecià, les quals són molt properes a l'estació.
L'estació ofereix serveis regulars a totes les principals ciutats italianes i també serveis internacionals diàriament a París, Múnic, Ginebra, Basilea i Viena. També ofereix serveis d'alta velocitat a Milà, Florència, Nàpols, Bolonya i Torí principalment. Cada dia hi passen més de 850 trens i més de 450.000 passatgers, convertint-se en l'estació més transitada d'Itàlia i la segona més transitada d'Europa, després de l'Estació de París Nord.

## Història
El 25 de febrer de 1863, el Papa Pius IX va inaugurar una primera estació temporal com a parada final de les línies Roma-Frascati, Roma-Civitavecchia i Roma-Ceprano. Les dues primeres línies tenien estacions separades en altres parts de la ciutat, i com que la tercera línia estava en desenvolupament, la ciutat va decidir construir una única estació central per a totes les línies, oposant-se al model ferroviari de París amb diferents estacions terminals per a cada línia o direcció. La vil·la Montalto-Peretti, propietat del cardenal Felice Peretti, va ser elegida com a nou emplaçament per a construir la nova gran estació central, la qual va passar a anomenar-se Stazione Centrale delle Ferrovie Romane (Estació Central de les Línies Romanes). L'estació permanent va ser dissenyada per l'arquitecte Salvatore Bianchi i es va acabar de construir l'any 1874.
L'any 1937, com a part del pla de l'Exposició Universal de 1942, es va decidir construir una nova estació que substituiria aquesta. El projecte no es va poder acabar mai a causa de l'inici de la Segona Guerra Mundial. L'antiga estació va ser destruïda i part de la nova estació va ser construïda, però els treballs es van interrompre el 1943 quan el govern feixista italià va sortir del poder.